# Burg Landshut
Die Burg Landshut ist die Ruine einer Höhenburg in Bernkastel-Kues im rheinland-pfälzischen Landkreis Bernkastel-Wittlich.

## Geographische Lage

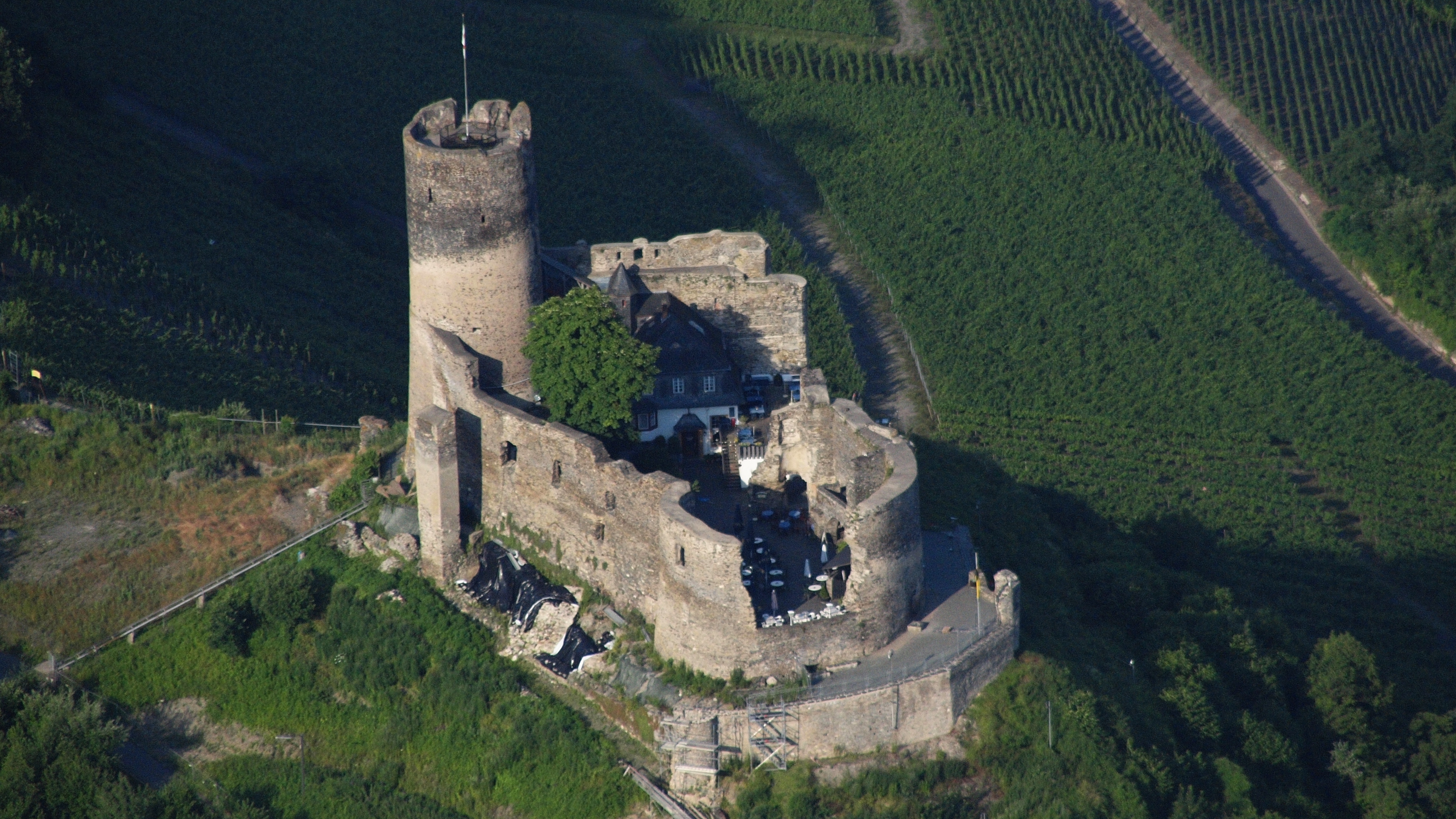
Burg Landshut, Luftaufnahme (2013)

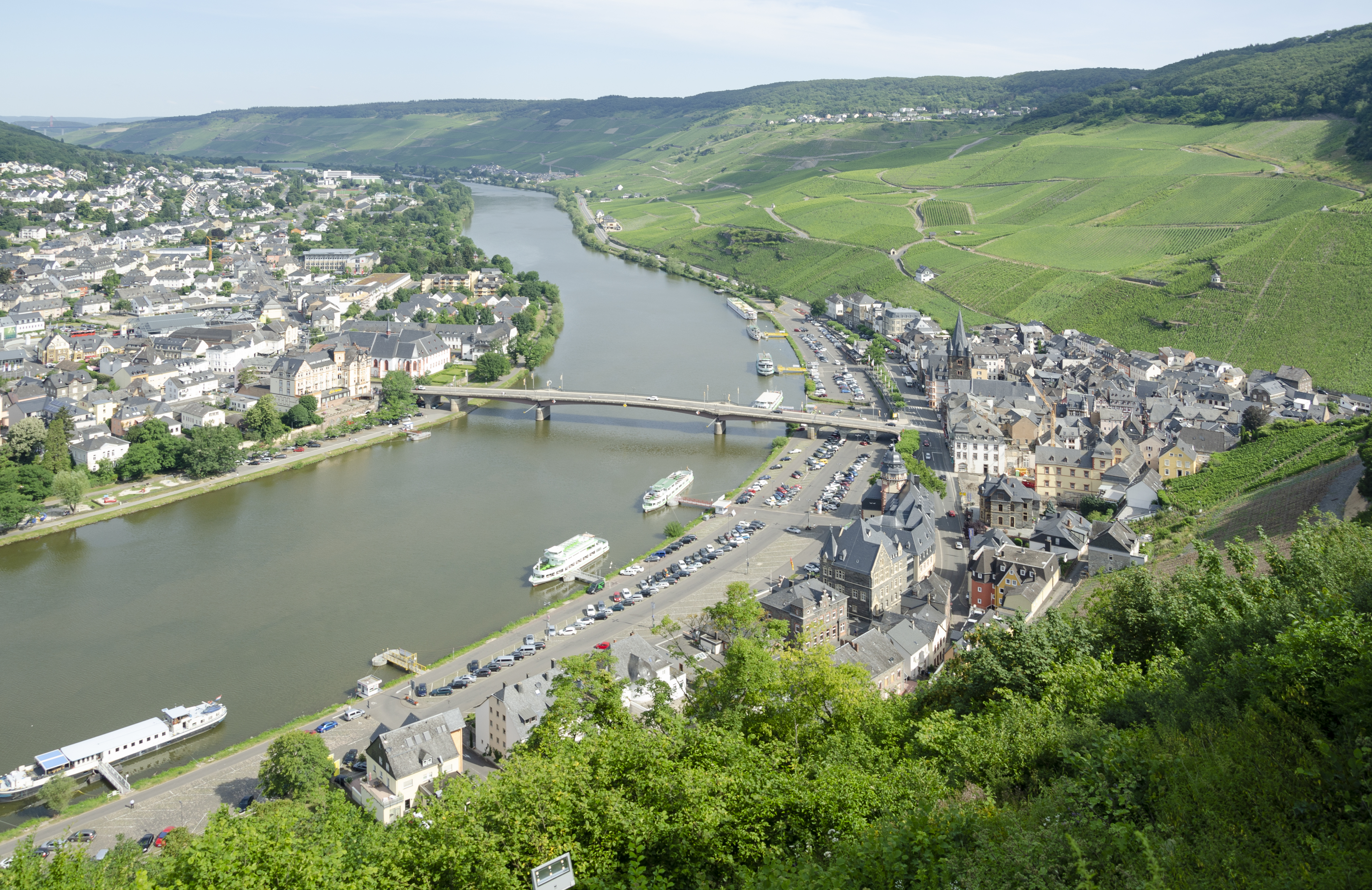
Blick von Burg Landshut moselabwärts

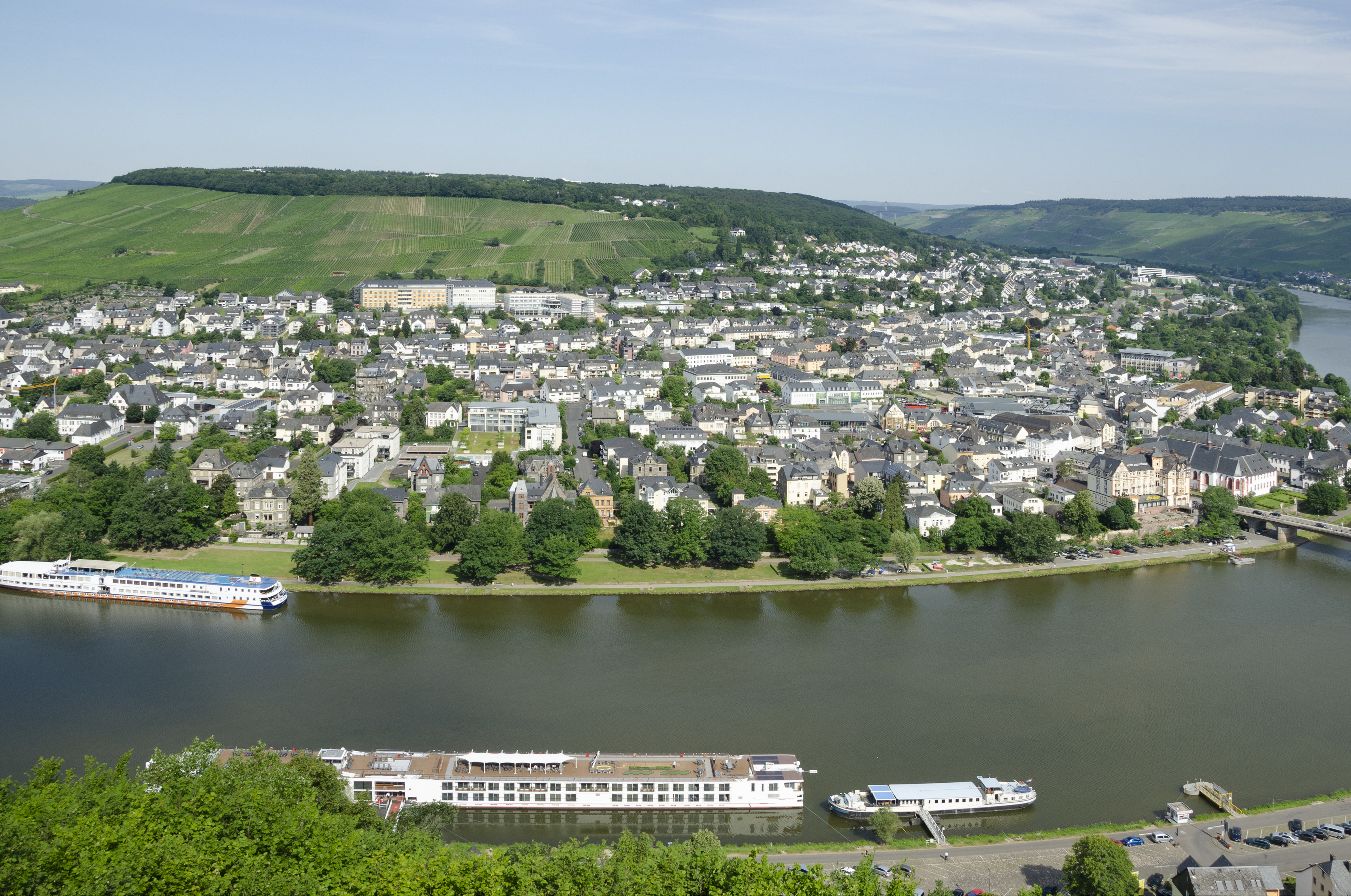
Blick von Burg Landshut moselaufwärts

Die Burg Landshut befindet sich auf der Westabdachung des Hunsrück oberhalb von Bernkastel, einem Ortsteil von Bernkastel-Kues. Sie steht auf dem etwa 235 m ü. NHN hohen Burgberg, einem Nordausläufer des Olymp (415 m ü. NHN). Die von Südwesten her auf die Burg zufließende Mosel biegt unterhalb der Burg (ca. 107 m ü. NHN) in nordwestliche Richtung ab. Dadurch können moselaufwärts und moselabwärts Reisende die am Horizont erscheinende Burg bereits von Weitem erkennen.

## Geschichte
Im 4. Jahrhundert befand sich an der Stelle der späteren Burg Landshut ein spätrömisches Kastell zur Sicherung des militärischen Nachschubs entlang der Mosel an die Rheingrenze des Römischen Reichs. Die rechteckige Anlage weist einen Umfang von 60 m mal 30 m auf mit 1,8 m starken Mauern aus Quarzitsteinen. Verstärkt war die Anlage durch sechs bis sieben Türme, die jeweils einen Umfang von 6 m mal 6 m hatten.
Die heute auf den Fundamenten der römischen Wehranlage stehende Höhenburg wurde Ende des 13. Jahrhunderts vom Trierer Erzbischof Heinrich von Finstingen erbaut. Bereits um 1000 soll es nach Schriftquellen eine Burg Bernkastel gegeben haben. Eine weitere Burganlage der Grafen von Blieskastel ist im 12. Jahrhundert bezeugt und wurde vom Trierer Erzbischof zerstört.
Nach dem Aussterben der Grafen von Blieskastel verkauften die Erben, die Grafen von Salm, Burg und Vogtei 1280 an Kurtrier. 1505 wurde die Kurtrierer Burg erstmals als „Landshut“ bezeichnet. Sie war Sitz eines Amtmannes, der das gleichnamige Trierer Amt verwaltete. Am 8. Januar 1692 wurde Landshut durch einen unglücklichen Brand zerstört und seither nie wieder aufgebaut. Seit 1920 ist sie in Besitz der Stadt. Die Ruine wird gleichzeitig als Gast- und Raststätte genutzt. Der begehbare Bergfried bietet einen Ausblick ins Moseltal. Bei routinemäßigen Wartungsarbeiten im Jahre 2012 wurden Überreste entdeckt, welche aus dem 5. oder 6. Jahrhundert stammen könnten. Möglicherweise ist sie eine der ältesten Burgen im Moseltal.